# Cerkiew św. Michała Archanioła w Trześciance

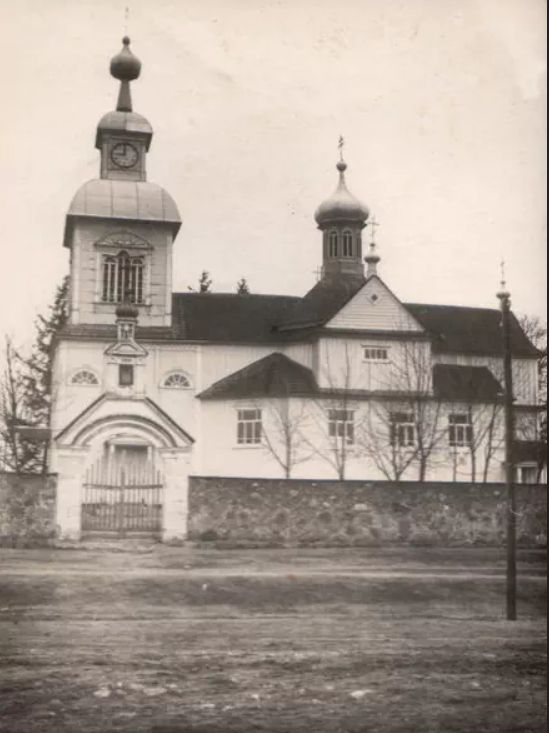
Cerkiew w 1929 r.

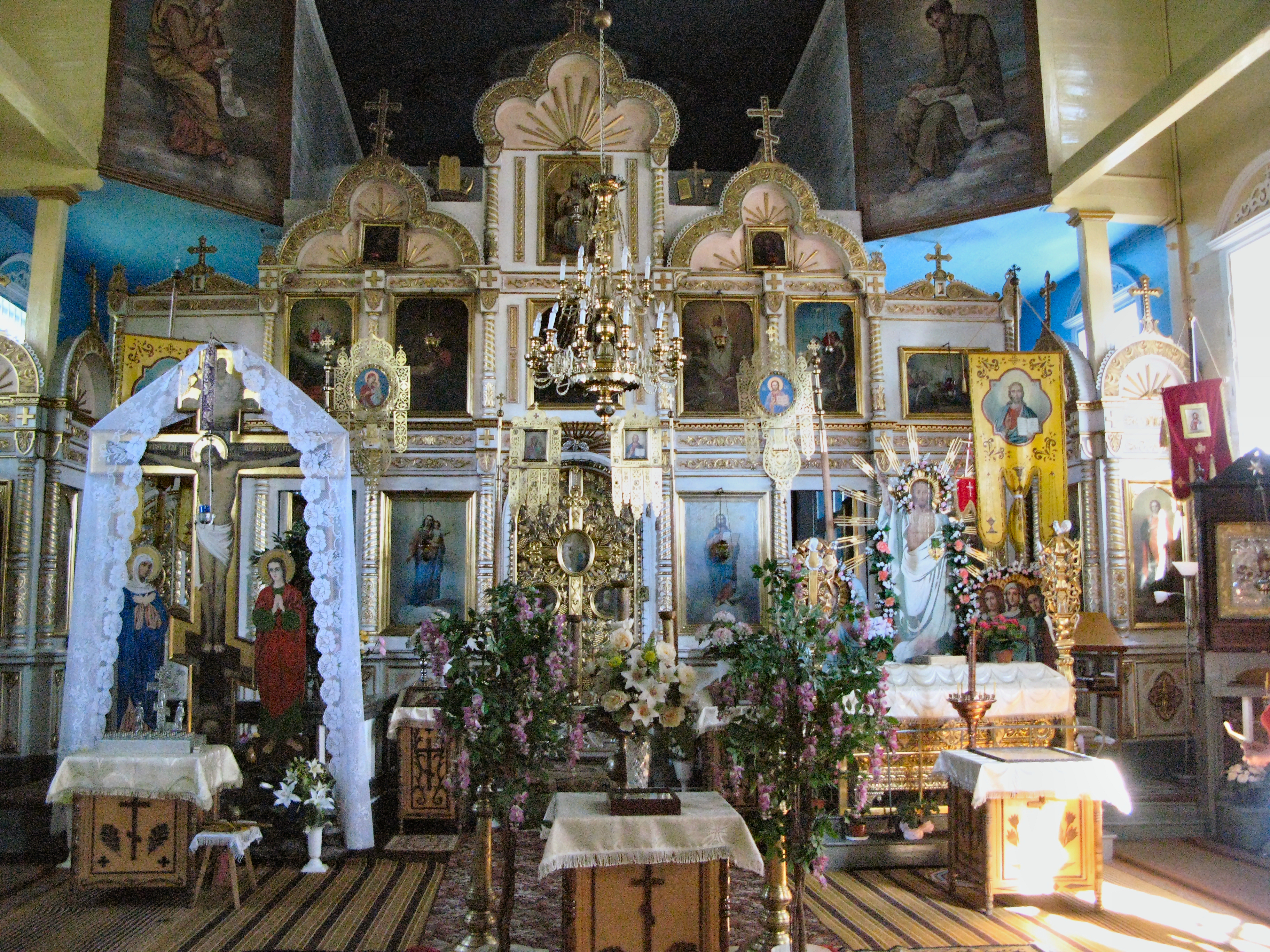
Wnętrze świątyni

Cerkiew św. Michała Archanioła – prawosławna cerkiew parafialna w Trześciance. Należy do dekanatu Narew diecezji warszawsko-bielskiej Polskiego Autokefalicznego Kościoła Prawosławnego.

## Historia

### Pierwsze cerkwie w Trześciance
Pierwsza cerkiew prawosławna w Trześciance istniała w XVI w., jednak jej położenie jest niemożliwe do ustalenia. W I połowie XVIII w. była to już świątynia unicka. Dokument z 1773 mówi o drewnianej świątyni pod wezwaniem Apostołów Piotra i Pawła. W 1797 należała do dekanatu bielskiego diecezji supraskiej, zaś w 1804 świątynia ta była jedną z 19 cerkwi parafialnych w dekanacie podlaskim diecezji metropolitalnej. Do świątyni uczęszczali wierni z Trześcianki, Soc, Białek, Saków, Ogrodników, Iwanek, łącznie 873 osoby.
W architekturze cerkwi w Trześciance, podobnie jak w innych świątyniach tego wyznania na Podlasiu, wyraźne były wpływy obrządku łacińskiego. Protokół wizytacji parafii z 1725 wskazuje, że w prezbiterium obiektu nie było już typowego dla obrządku bizantyjskiego stołu ofiarnego (żertwiennika), natomiast w 1773 wskazywano, że cerkiew nie posiadała ikonostasu, a jedynie drewniane malowane carskie wrota. Do nawy świątyni wstawiono ławki. Na wyposażeniu obiektu znajdował się również obraz św. Franciszka z Asyżu.
Planując stopniową likwidację Kościoła unickiego i przejście jego wiernych do Rosyjskiej Cerkwi Prawosławnej, unicki biskup wileński Józef Siemaszko wytypował w 1834 w każdym dekanacie najznaczniejsze i najzamożniejsze świątynie tego wyznania. Cerkiew w Trześciance zaliczono do szesnastu takich świątyń w obwodzie białostockim. Jednak rok później budowla sakralna uległa zniszczeniu wskutek pożaru. Nie odbudowano jej, a parafię zlikwidowano, przyłączając wyznawców do parafii w Puchłach.

### Nowa cerkiew w Trześciance

#### W Imperium Rosyjskim
W 1864 zakończono zbiórkę pieniędzy na odbudowę budowli sakralnej. Prace budowlane trwały trzy lata, zaś w 1884 teren cerkiewny otoczono murem z polnego kamienia. Odbudowana świątynia nie uzyskała jednak natychmiast statusu parafialnej. Do 1895 świątynia była jedynie cerkwią szkolną dla uczniów szkoły cerkiewno-parafialnej z kursem nauczycielskim i dla słuchaczy kursów nauki rzemiosła oraz filią parafii puchłowskiej. Dzięki działalności kapłanów Grzegorza i Flora Sosnowskich Trześcianka była jednym z najważniejszych ośrodków oświatowych w eparchii wileńskiej i litewskiej. Po zbudowaniu kompleksu budynków szkolnych w uroczysku Stawok przy cerkwi w Trześciance ponownie utworzono samodzielną parafię.
W 1915 prawosławni mieszkańcy Trześcianki udali się na bieżeństwo. We wsi pozostały tylko trzy prawosławne rodziny. W czasie I wojny światowej kompleks budynków szkolnych w uroczysku Stawok został zniszczony.

#### W okresie międzywojennym i podczas II wojny światowej
W 1918 do wsi powrócił prawosławny duchowny, Cyryl Zajc, rok później zastąpił go Mikołaj Bogdanowicz. Inny powracający z bieżeństwa kapłan, Witalij Strokowski z Narwi, zapisał, że cerkiew mimo opuszczenia nie została zdewastowana, zachowały się nawet w niej dzwony.
Według Pierwszego Powszechnego Spisu Ludności z 1921 roku sześć wsi, które do wybuchu I wojny światowej stanowiły parafię, zamieszkiwało łącznie 1190 osób, w tym 992 wyznania prawosławnego (co dawało ponad 83% wszystkich mieszkańców tych miejscowości). Mimo to, władze niepodległej Polski nie wyraziły zgody na reaktywację parafii, dopiero w 1928 zezwoliły na otwarcie cerkwi w Trześciance jako placówki filialnej parafii w Narwi (po dołączeniu do niej wiernych dawnej parafii w Puchłach, która również nie otrzymała zgody na funkcjonowanie).
21 września 1933, w ważnym dla tutejszej parafii dniu święta nazywanego przez miejscowych Preczystą, w trakcie nabożeństwa celebrowanego przez duchownego Mikołaja Krukowskiego w świątyni doszło do incydentów z udziałem wyznawców sekty samozwańczego proroka Ilji (Eliasza Klimowicza ze wsi Stara Grzybowszczyzna niedaleko Krynek). Gdy podczas świątecznego kazania duchowny publicznie skrytykował działalność sekty, zwolennicy Eliasza Klimowicza zaczęli wznosić okrzyki przeciwko przemawiającemu duchownemu, zarzucając mu fałszywą interpretację Pisma Świętego. W efekcie doszło do głośnych awantur i przepychanek, wskutek których przerwane zostało świąteczne nabożeństwo. Zajście zakończyło się siłowym usunięciem sekciarzy z cerkwi przez pozostałych wiernych.
W czasie II wojny światowej parafia w Trześciance została restytuowana.

#### Po II wojnie światowej
Cerkiew oraz cmentarz parafialny wpisano do rejestru zabytków 9 marca 1994 pod nrem 784.

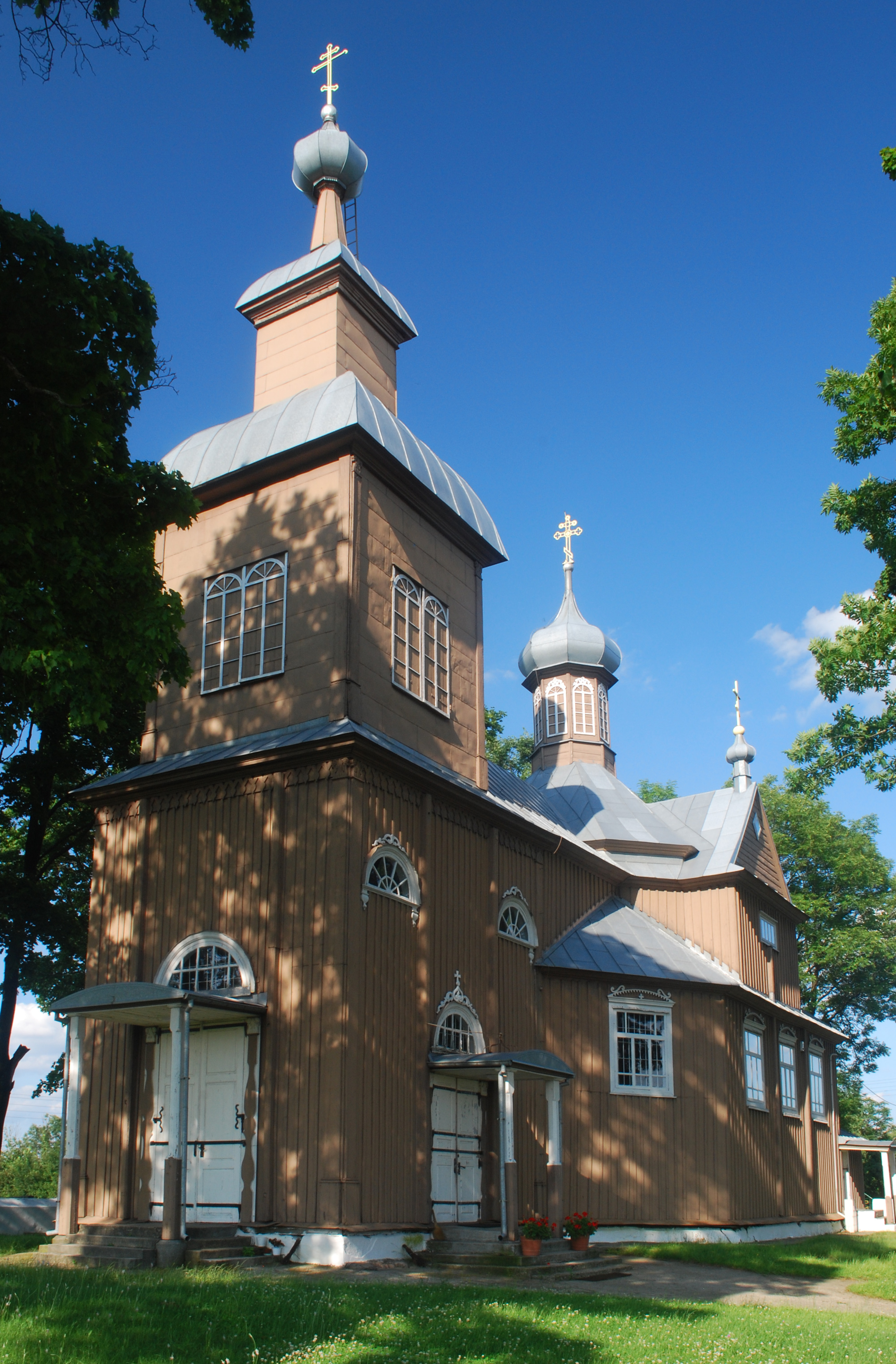
Cerkiew przed remontem i modernizacją (zdjęcie z 2009 r.)

W drugiej dekadzie XXI w. przeprowadzono remont cerkwi (ukończony w 2015) – odnowiono elewację (zmieniając jej kolor na zielony), wzmocniono konstrukcję budynku, wymieniono pokrycie dachu, zamontowano nowe, pozłacane kopuły oraz wymieniono wieńczące świątynię krzyże. W czasie prac remontowych odnaleziono kamień z inskrypcją wskazującą rok 1864 jako moment rozpoczęcia budowy. 21 listopada 2015 na ścianie cerkwi odsłonięto tablicę pamiątkową z okazji 150. rocznicy wzniesienia budynku. Tego samego dnia obok świątyni odsłonięto pomnik upamiętniający 100-lecie bieżeństwa.
Zamontowanie imitujących złoto kopuł na cerkwi w Trześciance w 2015 r., a także wymiana krzyży z zabytkowych, kutych tradycyjnie przez miejscowych kowali na współczesne, odlewane w sposób przemysłowy, spotkało się z ogromną falą krytyki ze strony miłośników podlaskiej architektury drewnianej, którzy uznali to za przejaw kiczu, nieposzanowania tradycji oraz braku poczucia estetyki.
W 2019 r., Urząd Marszałkowski Województwa Podlaskiego, kierowany przez marszałka Artura Kosickiego, sfinansował kwotą ok. 55 tys. zł film jednego z youtuberów, w którym dokonano znieważenia prawosławnych symboli religijnych znajdujących się przy cerkwi w Trześciance oraz zaprezentowano prześmiewczy, lekceważący i pogardliwy stosunek jego twórców do tej religii. Dopiero po rozgłośnieniu sprawy przez media ogólnopolskie oraz po interwencji posła opozycji parlamentarnej Roberta Tyszkiewicza, Marszałek przeprosił za film.

## Architektura
Cerkiew w Trześciance jest budowlą drewnianą, o konstrukcji zrębowej. Jest to budowla trójdzielna, z przedsionkiem, jedną nawą oraz zamkniętym prostokątnie Prezbiterium, do którego przylegają dwie przybudówki. Nad przedsionkiem wznosi się wieża z dachami namiotowymi, zwieńczona baniastym hełmem, natomiast nad centralną częścią nawy ośmioboczna wieża z cebulastym hełmem. Wejście główne oraz dwa boczne dekorują daszki wsparte na słupach. W okresie międzywojennym na największej wieży znajdował się zegar.
We wnętrzu obiektu znajduje się trzyrzędowy ikonostas. W momencie oddania cerkwi do użytku funkcjonowały w niej dwa ołtarze – główny św. Michała Archanioła i boczny Narodzenia Matki Bożej.